# Рай: Надія
Рай: Надія (нім. Paradies: Hoffnung) — австрійська драма режисера Ульріха Зайдля. Третій фільм в його трилогії Рай. Прем'єра фільму відбулася під час шістдесят третього берлінського кінофестивалю. Фільм також був представлений у розділі сучасного світового кіно на 38 Кінофестивалі в Торонто

## Сюжет
У фільмі розглядається історія дорослішання 13 річної дівчинки Мелані. Вона була відправлена в літній табір для підлітків, що страждають надмірною вагою, у той час коли її мати полетіла до Кенії як секс-туристка. У таборі Мелані переживає першу любов. Вона закохується в лікаря, який значно старший за неї.